# ジョセフ・ストランスキー
ジョセフ・ストランスキー（Josef Stránský, 1872年9月9日 - 1936年3月6日）は、オーストリア＝ハンガリー帝国（現：チェコ）出身の指揮者、作曲家、後に画商。

## 略歴
プラハ、ベルリンの歌劇場指揮者を務めた後、グスタフ・マーラーの後を襲い、同じく後継候補者であったオスカー・フリート、ブルーノ・ワルターを退け、ニューヨーク・フィルハーモニックの音楽監督となる。リヒャルト・シュトラウス、エクトル・ベルリオーズの解釈に一家言あったとされるが、総じてその演奏の評価は低かった。1923年、辞任。後年は画商に転じた。